# Grammicomyia ferrugata
Grammicomyia ferrugata är en tvåvingeart som först beskrevs av Günther Enderlein 1922.  Grammicomyia ferrugata ingår i släktet Grammicomyia och familjen skridflugor.
Artens utbredningsområde är Sri Lanka. Inga underarter finns listade i Catalogue of Life.